# Ludwig Anzengruber

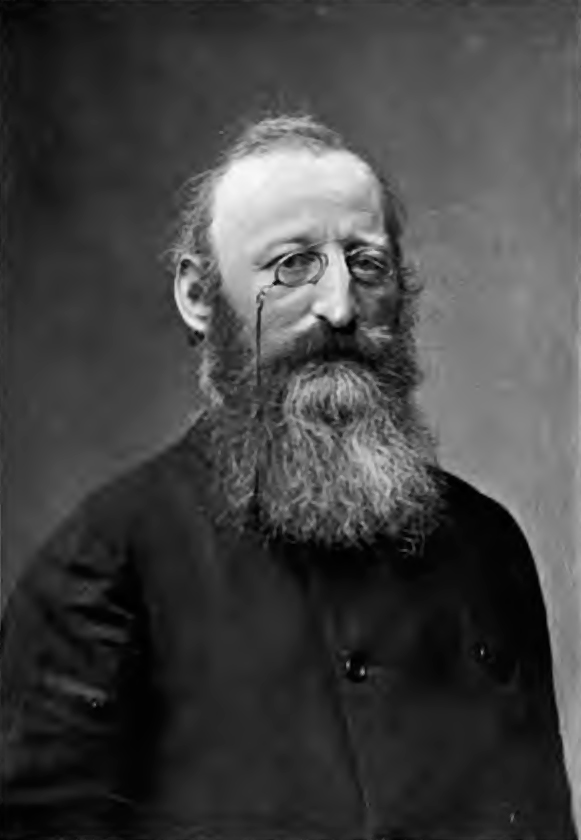
Ludwig Anzengruber

Ludwig Anzengruber (Wenen, 29 november 1839 — aldaar, 10 december 1889) was een Oostenrijks schrijver, en de laatste vertegenwoordiger van het Weense volkstheater.

## Leven
Ludwig Anzengruber zat zijn hele leven in een Oostenrijkse kleinburgerlijke traditie geworteld; hij stamde uit een Weense familie die nooit bijzonder rijk was geweest, en sprak ook een dialectisch gekleurde variant van het Duits. Zijn jeugd was veeleer armzalig en speelde zich in een kleinburgerlijk milieu af; zijn vader stierf toen hij vijf was, met als gevolg dat hij aan de zorgen van zijn moeder was overgeleverd. Hij kon dankzij de inspanningen van zijn moeder naar school gaan, maar voltooide zijn secundair onderwijs niet en ging in de leer bij een boekhandelaar.
Anzengruber was van jongs af aan in literatuur geïnteresseerd, misschien doordat zijn vader ook een amateurschrijver was geweest, en nadat hij door tyfus buiten strijd was gesteld, besloot hij acteur te worden. Als twintiger trok hij door de Donaumonarchie met diverse toneelgezelschappen; omdat hij echter nogal plat sprak, bleef zijn aandeel tot figurantenrollen beperkt, en veel succes kreeg hij niet. In 1866 verhuisde hij terug naar Wenen, en poogde er zelf toneelschrijver te worden. Ook dit plan mislukte: zijn stukken en prozavertellingen vonden geen weerklank. Om financiële redenen nam hij derhalve in 1869 een baan als politieambtenaar aan. Hij bleef verder schrijven: hij was in de provincie in contact gekomen met het ouderwetse boerenleven van zijn grootouders, en als stadsmens trachtte hij het burgerlijke theater opnieuw met de rurale leefwereld te verbinden.
Uiteindelijk kreeg hij in 1870, onder het pseudoniem L. Gruber, succes met Der Pfarrer von Kirchfeld, een stuk waarin hij pleitte voor het huwelijk van geestelijken. Dit maakte hem op slag beroemd: Peter Rosegger en Heinrich Laube, directeur van het Burgtheater, prezen hem ervoor, en Anzengruber gaf zijn baan als politieambtenaar op. De progressieve toon van zijn literaire werk zou hem als staatsbeambte immers in moeilijkheden kunnen hebben brengen. In 1873 huwde hij, tegen de zin van zijn moeder, met Adelinde Lipka, die toen pas zestien jaar was. Hij kreeg drie kinderen met haar, maar het huwelijk leed onder Anzengrubers schulden en de onvolwassenheid van zijn vrouw.
In de jaren 70 behoorde Anzengruber tot de populairste Oostenrijkse auteurs: zijn landelijke Heimat-stijl sloeg aan bij de nostalgische smaak van het verstedelijkte publiek. De kunstvorm van het volkstheater was ouderwets, en werd door Anzengruber een nieuwe impuls gegeven: hij schreef zowel tragedies als komedies, maar liet de grens tussen beide dikwijls vervagen. De oude burgerlijke tragedie, die op de stad gericht was, werd bij Anzengruber in een artificeel ruraal kleedje gestopt, waarbij de tekst opzettelijk gewestelijk gekleurd was. In 1875 overleed Anzengrubers moeder. In 1878 ontving hij de Schillerpreis.
Anzengruber leidde een aantal tijdschriften: van 1882 tot 1885 was Anzengruber hoofdredacteur van Die Heimat; vanaf 1884 werkte hij ook voor Der Figaro. Hij ontving de Grillparzer-Preis in 1887, en vanaf 1888 schreef hij ook voor Der Wiener Bote. In dat jaar werd hij tot huisdramaturg van het Volkstheater an der Wien aangesteld. Eén jaar later scheidde hij van zijn vrouw; in november liep hij echter miltvuur op, en hij stierf twee weken later. Na zijn dood werd zijn werk in het Burgtheater opgevoerd, en later ook op de Freie Bühne te Berlijn.
Het werk van Anzengruber is in de vroege twintigste eeuw meermaals verfilmd, maar in de loop van de eeuw relatief snel vergeten. Hij vormt het eindpunt van de traditie van het Weense volkstheater: met zijn dood is ook het genre stilletjes uitgedoofd. Sommige van zijn stukken waren razend populair, maar in het algemeen was zijn succes niet groot genoeg om een gemakkelijk leven te kunnen leiden; vandaar zijn vele bijberoepen als redacteur. Zijn werk is sterk realistisch, met een grote zin voor detail, en dit was net waartegen de nieuwe formalistische stromingen zich verzetten. In zijn romans poogt Anzengruber, nog duidelijker dan in zijn stukken, een opvoedingsideaal te ontwikkelen; hij wilde met een terugkeer naar de natuur de mensen beter maken. Zijn eigen pessimistische karakter verijdelde echter dat dit ideaal zich ten volle ontplooide.

## Werken
- 1871 Der Pfarrer von Kirchfeld
- 1871 Der Meineidbauer
- 1872 Die Kreuzlschreiber
- 1873 Die Tochter des Wucherers
- 1874 Der G'wissenswurm
- 1876 Doppelselbstmord
- 1877 Das vierte Gebot
- 1877 Der Schandfleck (roman)
- 1885 Der Sternsteinhof (roman)
- 1888 Wolken und Sunn'schein (verzamelde verhalen)

- Bibsys: 3013549
- Bibliothèque nationale de France: cb12319253g (data)
- CiNii: DA03216888
- Gemeinsame Normdatei: 11850357X
- International Standard Name Identifier: 0000 0001 0889 7738
- Library of Congress Control Number: n86033721
- Nationale Bibliotheek van Tsjechië: jn20000600314
- Nationale bibliotheek van Australië: 35118438
- Nationale Bibliotheek van Israël: 987007312062305171
- Nationale Bibliotheek van Polen: a0000001726196
- Nationale en Universitaire bibliotheek Zagreb: 000773997
- Nederlandse Thesaurus van Auteursnamen: 070292140
- Réseau des bibliothèques de Suisse occidentale: 02-A002933677
- SNAC: w6wm50nh
- Système universitaire de documentation: 032096305
- Trove: 831820
- Virtual International Authority File: 39446657
- WorldCat: E39PBJccgv9Djg6wpHPwrPyKh3